# Dibranchus spinosus
Dibranchus spinosus är en fiskart som först beskrevs av Garman, 1899.  Dibranchus spinosus ingår i släktet Dibranchus och familjen Ogcocephalidae. Inga underarter finns listade i Catalogue of Life.